# Апостольский нунций при Европейском союзе
Апостольский нунций при Европейском союзе — дипломатический представитель Святого Престола при Европейском союзе. Данный дипломатический пост занимает церковно-дипломатический представитель Ватикана в ранге посла. Апостольская нунциатура при Европейском Союзе была учреждена на постоянной основе в 1996 году. Её резиденция находится в Брюсселе.
В настоящее время Апостольским нунцием при Европейском союзе является архиепископ Бернардито Клеопас Ауса, назначенный Папой Франциском 22 марта 2025 года.

## История
С первых послевоенных лет христианство — и прежде всего католичество (РКЦ) — играло большую роль в процессе начавшейся евроинтеграции, рассматривая её в контексте холодной войны как способ ограничения экспансии с Востока (см. также «откат назад» и «теория домино»). Ватикан опирался в своей антикоммунистической борьбе за европейское единство на христианско-демократические партии Западной Европы — а последние были убеждены, что западная цивилизация тесно взаимосвязана с христианскими ценностями, нуждается в защите от искушений современного образа жизни, а также от коммунистической опасности.
Папа Пий XII поддержал создание Европейского сообщества как «историческую миссию христианской Европы». Первый федеральный президент ФРГ Теодор Хойс заявлял, что Европа покоится на трёх холмах — на Акрополе, который дал ей ценности свободы, философии и демократии, на Капитолии, давшем римское право и общественное устройство, и на Голгофе, то есть на христианстве. Да и сами отцы-основатели Евросоюза были глубоко верующими людьми — таковы были, например, министр иностранных дел Франции Робер Шуман, канцлер ФРГ Конрад Аденауэр, министр иностранных дел Италии Альчиде де Гаспери.
Поэтому в 1970 году Папа Павел VI учредил при Европейских сообществах должность представителя Святого Престол в ранге апостольского нунция, с резиденцией в Брюсселе. С 1970 года по 1994 год представителем Святого Престола при Европейских сообществах, по совместительству, был апостольский нунций в Бельгии и Люксембурге.
В 1996 году Папа Иоанн Павел II учредил должность отдельного Апостольского нунция при Европейских сообществах.
В 2009 году Папа Бенедикт XVI переименовал должность в Апостольского нунция при Европейском союзе.

## Апостольские нунции при Европейском союзе
- Иджино Эудженио Кардинале — (10 ноября 1970 — 24 марта 1983, до смерти);
- Анджело Педрони — (6 июля 1983 — 13 июня 1989, в отставке);
- Джованни Моретти — (15 июля 1989 — 1994, в отставке);
- Ален-Поль-Шарль Лебёпен — (1996 — 7 декабря 1998 — назначен апостольским нунцием в Эквадоре);
- Фаустино Сайнс Муньос — (21 января 1999 — 11 декабря 2004 — назначен апостольским нунцием в Великобритании);
- Андре Дюпюи — (24 февраля 2005 — 15 декабря 2011 — назначен апостольским нунцием в Нидерландах);
- Ален-Поль-Шарль Лебёпен — (23 июня 2012 — 16 ноября 2020, в отставке);
- Альдо Джордано — (8 мая — 2 декабря 2021, до смерти);
- Ноэл Трейнор — (26 ноября 2022 — 11 августа 2024, до смерти);
- Бернардито Клеопас Ауса — (22 марта 2025 — по настоящее время).